# Sofka Popova
Sofka Vasileva Popova (in bulgaro Софка Попова?; Plovdiv, 15 agosto 1953) è un'ex velocista bulgara, vincitrice di due medaglie d'oro ai Campionati europei indoor.

## Palmarès
| Anno | Manifestazione  | Sede         | Evento      | Risultato  | Prestazione | Note |
| ---- | --------------- | ------------ | ----------- | ---------- | ----------- | ---- |
| 1979 | Europei indoor  | Vienna       | 60 m piani  | 6ª         | 7"29        |      |
| 1980 | Europei indoor  | Sindelfingen | 60 m piani  | Oro        | 7"11        |      |
| 1980 | Giochi olimpici | Mosca        | 100 m piani | Semifinale | 11"40       |      |
| 1980 | Giochi olimpici | Mosca        | 4×100 m     | 4ª         | 42"67       |      |
| 1981 | Europei indoor  | Grenoble     | 50 m piani  | Oro        | 6"17        |      |
| 1982 | Europei indoor  | Milano       | 60 m piani  | Argento    | 7"19        |      |